# Liste des députés fédéraux canadiens - R
Cet article contient la liste des députés actuels et anciens à la Chambre des communes du Canada dont le nom commence par la lettre R.
En plus du prénom et du nom du député, la liste contient :
- le parti que le député représentait lors de son élection ;
- le comté et la province où il fut élu.

## Ra
- Jean-Paul Racine, libéral, Beauce, Québec
- Bob Rae, Nouveau Parti démocratique, Broadview, Ontario
- John Rafferty, Nouveau Parti démocratique, Thunder Bay—Rainy River, Ontario
- Samuel Victor Railton, libéral, Welland, Ontario
- Marke Raines, libéral, Burnaby—Seymour, Colombie-Britannique
- Joseph Hormisdas Rainville, conservateur, Chambly—Verchères, Québec
- James Rajotte, Alliance canadienne, Edmonton-Sud-Ouest, Alberta
- James Layton Ralston, libéral, Shelburne—Yarmouth, Nouvelle-Écosse
- Jack Ramsay, réformiste, Crowfoot, Alberta
- James Palmer Rankin, libéral, Perth-Nord, Ontario
- John Rankin, conservateur, Renfrew-Nord, Ontario
- Reynold Rapp, progressiste-conservateur, Humboldt—Melfort, Saskatchewan
- Yasmin Ratansi, libéral, Don Valley-Est, Ontario
- J.-Georges Ratelle, libéral, Lafontaine, Québec
- Valentine Ratz, libéral, Middlesex-Nord, Ontario
- Donald Paul Ravis, progressiste-conservateur, Saskatoon-Est, Saskatchewan
- William Hallett Ray, anti-confédéré, Annapolis, Nouvelle-Écosse
- Léon-Joseph Raymond, libéral, Wright, Québec
- Maxime Raymond, libéral, Beauharnois, Québec
- Raymond Raymond, libéral, Terrebonne, Québec
- William Gawtress Raymond, libéral, Brantford, Ontario

## Rea - Rei
- Charles Edward Rea, progressiste-conservateur, Spadina, Ontario
- Joseph Read, libéral, Prince, Île-du-Prince-Édouard
- Robert Read, conservateur, Hastings-Est, Ontario
- James Redford, libéral, Perth-Nord, Ontario
- Daniel Lee Redman, unioniste, Calgary-East, Alberta
- Karen Redman, libéral, Kitchener-Centre, Ontario
- Alan Redway, progressiste-conservateur, York-Est, Ontario
- Julian Alexander Arnott Reed, libéral, Halton—Peel, Ontario
- William Samuel Reed, progressiste, Frontenac, Ontario
- Geoff Regan, libéral, Halifax-Ouest, Nouvelle-Écosse
- Gerald Augustine Regan, libéral, Halifax, Nouvelle-Écosse
- Erhart Regier, CCF, Burnaby—Coquitlam, Colombie-Britannique
- Roger-E. Régimbal, progressiste-conservateur, Argenteuil—Deux-Montagnes, Québec
- Laurier Arthur Régnier, progressiste-conservateur, Saint-Boniface, Manitoba
- Ian Angus Ross Reid, progressiste-conservateur, St. John's-Est, Terre-Neuve-et-Labrador
- James Reid, libéral, Restigouche, Nouveau-Brunswick
- James Reid, libéral-conservateur, Cariboo, Colombie-Britannique
- John Dowsley Reid, conservateur, Grenville-Sud, Ontario
- John Flaws Reid, libéral, Mackenzie, Saskatchewan
- John Mercer Reid, libéral, Kenora—Rainy River, Ontario
- Joseph Lloyd Reid, progressiste-conservateur, St. Catharines, Ontario
- Scott Reid, Alliance canadienne, Lanark—Carleton, Ontario
- Thomas Reid, libéral, New Westminster, Colombie-Britannique
- Peter Reilly, progressiste-conservateur, Ottawa-Ouest, Ontario
- John Henry Reimer, progressiste-conservateur, Kitchener, Ontario
- Russell Earl Reinke, libéral, Hamilton-Sud, Ontario

## Ren - Ric
- Auguste Renaud, libéral, Kent, Nouveau-Brunswick
- Almon Secord Rennie, libéral, Oxford-Sud, Ontario
- George Septimus Rennie, conservateur, Hamilton-Est, Ontario
- John Douglas Reynolds, progressiste-conservateur, Burnaby—Richmond—Delta, Colombie-Britannique
- Eugène Rhéaume, progressiste-conservateur, Territoires du Nord-Ouest, Territoires du Nord-Ouest
- Joseph-Théodule Rhéaume, libéral, Jacques-Cartier, Québec
- Pierre Auguste Martial Rhéaume, libéral, Saint-Jean—Iberville, Québec
- Edgar Nelson Rhodes, conservateur, Cumberland, Nouvelle-Écosse
- Guy Ricard, progressiste-conservateur, Laval, Québec
- J.-H.-Théogène Ricard, progressiste-conservateur, Saint-Hyacinthe—Bagot, Québec
- Charles Richard, progressiste-conservateur, Kamouraska, Québec
- Clovis-Thomas Richard, libéral, Gloucester, Nouveau-Brunswick
- Édouard Émery Richard, libéral, Mégantic, Québec
- Jean-Thomas Richard, libéral, Ottawa-Est, Ontario
- Joseph-Adolphe Richard, libéral, Saint-Maurice—Laflèche, Québec
- Albert Norton Richards, libéral, Leeds-Sud, Ontario
- James William Richards, libéral, Prince, Île-du-Prince-Édouard
- Claude Sartoris Richardson, libéral, Saint-Laurent—Saint-Georges, Québec
- George Richardson, progressiste-conservateur, Humboldt—Lake Centre, Saskatchewan
- James Armstrong Richardson, libéral, Winnipeg-Sud, Manitoba
- John Richardson, libéral, Perth—Wellington—Waterloo, Ontario
- Lee Richardson, progressiste-conservateur, Calgary-Sud-Est, Alberta
- Matthew Kendal Richardson, libéral-conservateur, Grey-Sud, Ontario
- Robert Lorne Richardson, libéral, Lisgar, Manitoba
- Robin Mark Richardson, progressiste-conservateur, Beaches, Ontario
- Matthew Henry Richey, libéral-conservateur, Halifax, Nouvelle-Écosse
- Wilbert Franklin Rickard, libéral, Durham, Ontario
- Greg Rickfort, conservateur, Kenora, Ontario

## Rid - Riv
- George Saunders Rideout, libéral, Moncton, Nouveau-Brunswick
- Margaret Isabel Rideout, libéral, Westmorland, Nouveau-Brunswick
- Sherwood Hayes Rideout, libéral, Westmorland, Nouveau-Brunswick
- Timothy Byron Rider, libéral, Stanstead, Québec
- Louis Riel, indépendant, Provencher, Manitoba
- Nelson Andrew Riis, Nouveau Parti démocratique, Kamloops—Shuswap, Colombie-Britannique
- Daniel Aloysius Riley, libéral, St. John—Albert, Nouveau-Brunswick
- George Riley, libéral, Victoria, Colombie-Britannique
- Côme Isaïe Rinfret, libéral, Lotbinière, Québec
- Édouard-Gabriel Rinfret, libéral, Outremont, Québec
- Louis Édouard Fernand Rinfret, libéral, Saint-Jacques, Québec
- Maurice Rinfret, libéral, Saint-Jacques, Québec
- Bob Ringma, réformiste, Nanaimo—Cowichan, Colombie-Britannique
- Pierrette Ringuette, libéral, Madawaska—Victoria, Nouveau-Brunswick
- Louis Joseph Riopel, conservateur, Bonaventure, Québec
- Ron Ritchie, progressiste-conservateur, York-Est, Ontario
- William Gordon Ritchie, progressiste-conservateur, Dauphin, Manitoba
- Gerry Ritz, réformiste, Battlefords—Lloydminster, Saskatchewan
- Louis Alfred Adhémar Rivet, libéral, Hochelaga, Québec

## Robb - Robid
- James Alexander Robb, libéral, Huntingdon, Québec
- Eusèbe Roberge, libéral, Mégantic, Québec
- Gabriel Roberge, libéral, Mégantic, Québec
- Louis-Édouard Roberge, libéral, Stanstead, Québec
- John (Moody) Roberts, libéral, York—Simcoe, Ontario
- Alexander Robertson (en), conservateur, Hastings-Ouest, Ontario
- Frederick Greystock Robertson, libéral, Northumberland, Ontario
- James Edwin Robertson, libéral, King (Comté de), Île-du-Prince-Édouard
- John Ross Robertson, conservateur indépendant, Toronto-Est, Ontario
- Thomas Robertson, libéral, Hamilton, Ontario
- Thomas Robertson, libéral, Shelburne, Ontario
- Albany M. Robichaud, progressiste-conservateur, Gloucester, Nouveau-Brunswick
- Fernand Robichaud, libéral, Westmorland, Nouveau-Brunswick
- Hédard-J. Robichaud, libéral, Gloucester, Nouveau-Brunswick
- Jean George Robichaud, libéral, Gloucester, Nouveau-Brunswick
- Louis-Prudent-Alexandre Robichaud, libéral, Kent, Nouveau-Brunswick
- Ferdinand Joseph Robidoux, conservateur, Kent, Nouveau-Brunswick

## Robil - Robit
- Honoré Robillard, libéral-conservateur, Ottawa (Cité d'), Ontario
- Lucienne Robillard, libéral, Saint-Henri—Westmount, Québec
- Ulysse-Janvier Robillard, conservateur indépendant, Beauharnois, Québec
- Andrew Ernest Robinson, progressiste-conservateur, Bruce, Ontario
- Ernest William Robinson, libéral, Kings, Nouvelle-Écosse
- Jabel Robinson, indépendant, Elgin-Ouest, Ontario
- James Robinson, conservateur, Northumberland, Nouveau-Brunswick
- John Beverley Robinson, conservateur, Algoma, Ontario
- Sidney Cecil Robinson, conservateur, Essex-Ouest, Ontario
- Svend Robinson, Nouveau Parti démocratique, Burnaby, Colombie-Britannique
- William Alfred Robinson, libéral, Simcoe-Est, Ontario
- William Kenneth Robinson, libéral, Lakeshore, Ontario
- Clément Robitaille, libéral, Maisonneuve, Québec
- Jean-Marc Robitaille, progressiste-conservateur, Terrebonne, Québec
- Lorenzo Robitaille, libéral indépendant, Québec (Comté de), Québec
- Théodore Robitaille, conservateur, Bonaventure, Québec

## Roc - Roo
- Douglas James Roche, progressiste-conservateur, Edmonton—Strathcona,Alberta
- William Roche, libéral, Halifax, Nouvelle-Écosse
- William James Roche, conservateur, Marquette, Manitoba
- Joseph Irenée Rochefort, libéral, Champlain, Québec
- Gilles Rocheleau, libéral, Hull—Aylmer, Québec
- Yves Rocheleau, Bloc québécois, Trois-Rivières, Québec
- John Rochester, conservateur, Carleton, Ontario
- Gédéon Rochon, conservateur, Terrebonne, Québec
- Jean-Léo Rochon, libéral, Laval, Québec
- Allan Rock, libéral, Etobicoke-Centre, Ontario
- Raymond Rock, libéral, Jacques-Cartier—Lasalle, Québec
- Thomas George Roddick, conservateur, Saint-Antoine, Québec
- Romuald Rodrigue, Ralliement créditiste, Beauce, Québec
- John R. Rodriguez, Nouveau Parti démocratique, Nickel Belt, Ontario
- Pablo Rodriguez, libéral, Honoré-Mercier, Québec
- Arthur Wentworth Roebuck, libéral, Trinity, Ontario
- Alexander Rogers, libéral, Albert, Nouveau-Brunswick
- David Dickson Rogers, Patrons of Industry, Frontenac, Ontario
- Harris George Rogers, progressiste-conservateur, Red Deer, Alberta
- Norman McLeod Rogers, libéral, Kingston-City, Ontario
- Robert Rogers, conservateur, Winnipeg, Manitoba
- Anthony Roman, indépendant, York-Nord, Ontario
- William H. Rompkey, libéral, Grand Falls—White Bay—Labrador, Terre-Neuve-et-Labrador
- Aristide Stanislas Joseph Rompré, progressiste-conservateur, Portneuf, Québec
- Gilbert Rondeau, Crédit social, Shefford, Québec
- William Frederick Roome, conservateur, Middlesex-Ouest, Ontario
- James Hendrick Rooney, libéral, St. Paul's, Ontario
- Dave Rooney, libéral, Bonavista—Trinity—Conception, Terre-Neuve-et-Labrador

## Ros
- Bennett Rosamond, conservateur, Lanark-Nord, Ontario
- Francis James Roscoe, libéral indépendant, Victoria, Colombie-Britannique
- Fred Rose, ouvrier progressiste, Cartier, Québec
- John Rose, libéral-conservateur, Huntingdon, Québec
- Mark Willson Rose, Nouveau Parti démocratique, Fraser Valley-Ouest, Colombie-Britannique
- Alexander Charles Ross, libéral, Cap-Breton-Victoria-Nord, Nouvelle-Écosse
- Arthur Edward Ross, conservateur, Kingston, Ontario
- Arthur Wellington Ross, libéral-conservateur, Lisgar, Manitoba
- Douglas Gooderham Ross, conservateur, St. Paul's, Ontario
- Duncan Ross, libéral, Yale—Cariboo, Colombie-Britannique
- Duncan Campbell Ross, libéral, Middlesex-Ouest, Ontario
- Duncan Graham Ross, libéral, Middlesex-Est, Ontario
- George Henry Ross, libéral, Calgary-Est, Alberta
- George William Ross, libéral, Middlesex-Ouest, Ontario
- Hugo Homer Ross, conservateur, Dundas, Ontario
- James Ross, libéral, Wellington-Centre, Ontario
- James Arthur Ross, Gouvernement national, Souris, Manitoba
- James Hamilton Ross, libéral, Yukon, Yukon
- Jean Auguste Ross, libéral, Rimouski, Québec
- John Gordon Ross, libéral, Moose Jaw, Saskatchewan
- John Jones Ross, conservateur, Champlain, Québec
- John Sylvester Ross, libéral-conservateur, Champlain, Québec
- Lewis Ross, libéral, Durham-Est, Ontario
- Thomas Edwin Ross, progressiste, Simcoe-Nord, Ontario
- Thomas Hambly Ross, libéral, Hamilton-Est, Ontario
- Walter Ross, libéral, Prince Edward, Ontario
- William Ross, anti-confédéré, Victoria, Nouvelle-Écosse
- William Ross, libéral, Ontario-Sud, Ontario
- Carlo Rossi, libéral, Bourassa, Québec

## Rot - Roy
- Anthony Rota, libéral, Nipissing—Timiskaming, Ontario
- François Fortunat Rouleau, libéral-conservateur, Dorchester, Québec
- Guy Rouleau, libéral, Dollard, Québec
- Jeffrey Alexandre Rousseau, libéral, Champlain, Québec
- Joseph Hervé Rousseau, libéral indépendant, Rimouski, Québec
- Félix Routhier, conservateur, Prescott, Ontario
- James Rowand, libéral, Bruce-Ouest, Ontario
- Percy John Rowe, Crédit social, Athabaska, Québec
- William Earl Rowe, conservateur, Dufferin—Simcoe, Ontario
- Newton Wesley Rowell, unioniste, Durham, Ontario
- Douglas Charles Rowland, Nouveau Parti démocratique, Selkirk, Manitoba
- John Maxwell Roxburgh, libéral, Norfolk, Ontario
- Charles-François Roy, conservateur, Kamouraska, Québec
- Cyrias Roy, libéral, Montmagny, Québec
- Fabien Roy, Crédit social, Beauce, Québec
- Gustave Roy, libéral, Labelle, Québec
- J.-Aurélien Roy, Crédit social, Lévis, Québec
- Jean Robert Roy, libéral, Timmins, Ontario
- Jean-Yves Roy, Bloc québécois, Matapédia—Matane, Québec
- Joseph Alfred Ernest Roy, libéral, Dorchester, Québec
- Joseph Sasseville Roy, conservateur indépendant, Gaspé, Québec
- Marcel-Claude Roy, libéral, Laval, Québec
- Nicole Roy-Arcelin, progressiste-conservateur, Ahuntsic, Québec
- Joseph Royal, conservateur, Provencher, Manitoba

## Ru - Ry
- Benjamin Russell, libéral, Halifax, Nouvelle-Écosse
- Joseph Russell, indépendant, Toronto-Est, Ontario
- Todd Norman Russell, libéral, Labrador, Terre-Neuve-et-Labrador
- William Windfield Rutan, libéral, Prince Albert, Saskatchewan
- James Warren Rutherford, libéral, Kent, Ontario
- John Gunion Rutherford, libéral, Macdonald, Manitoba
- George Ryan, libéral, King's, Nouveau-Brunswick
- Joseph O'Connell Ryan, libéral, Marquette, Manitoba
- Michael Patrick Ryan, libéral-conservateur, Montréal-Ouest, Québec
- Robert Ryan, libéral, Trois-Rivières, Québec
- Sylvester Perry Ryan, libéral, Spadina, Ontario
- William Michael Ryan, libéral, St. John—Albert, Nouveau-Brunswick
- Edmond Baird Ryckman, conservateur, Toronto-Est, Ontario
- Samuel Shobal Ryckman, conservateur, Hamilton, Ontario
- Robert Edwy Ryerson, conservateur, Brantford City, Ontario
- John Charles Rykert, conservateur, Lincoln, Ontario
- Joseph Rymal, libéral, Wentworth-Sud, Ontario
- Philip Bernard Rynard, progressiste-conservateur, Simcoe-Est, Ontario